# Bandiera dell'Islanda
La bandiera dell'Islanda è descritta ufficialmente dalla Legge N. 34 del 17 giugno 1944, il giorno in cui l'Islanda divenne una repubblica.

## Storia
La bandiera civile dell'Islanda è stata usata come simbolo non ufficiale dal 1913. Venne scelta ufficialmente il 19 giugno 1915, per rappresentare l'Islanda come territorio della Danimarca, ed è stata usata in mare dal 1º dicembre 1918. Il 17 giugno 1944 venne adottata come emblema della repubblica indipendente d'Islanda. Come altre bandiere con la croce scandinava, è ispirata alla Dannebrog, la bandiera danese.
Dal 1897, su proposta dello scrittore Einar Benediktsson,  era in uso — non autorizzato (con la scusa che era troppo simile alla bandiera greca) — una bandiera celeste con croce bianca (oggi rimane in uso presso alcune istituzioni e associazioni come l'Università d'Islanda e l'Associazione della Gioventù Islandese). Durante il brevissimo e non riconosciuto regno del protettore d'Islanda Jørgen Jørgensen (i Jorundur Hundadagakonungur, ovvero i giorni della canicola estiva del 1809) la bandiera, in pratica mai utilizzata, fu composta da tre merluzzi in campo blu/celeste.

## Leggi riguardanti la bandiera
Il 17 giugno 1944, il giorno in cui l'Islanda divenne una repubblica, venne emanata una legge che parlava della bandiera e dello stemma nazionale. Ad oggi, questa è l'unica legge principale fatta riguardo alla bandiera e allo stemma, a parte due leggi del 1991: una che stabilisce il giorno della bandiera ufficiale e l'ora del giorno in cui la bandiera può essere issata e ammainata, e l'altra che definisce i colori specifici della bandiera islandese (fino ad allora, la colorazione seguiva una convenzione, ma la nuova legge la codificò in forma ufficiale).
La legge descrive le dimensioni della bandiera comune e delle bandiere governative usate da ambasciate e Ministero degli Affari Esteri. Si addentra inoltre nei dettagli sull'uso, ad esempio come la bandiera deve essere attaccata in differenti situazioni: su un pennone, su una casa, su diversi tipi di unità navali.
In base alla legge, usare la bandiera è un privilegio e non un diritto. Il proprietario deve seguire le istruzioni all'uso e assicurarsi che la bandiera sia in ottime condizioni per quanto riguarda il colore e l'usura. Stabilisce inoltre che nessuno deve offendere la bandiera con azioni o parole, pena una multa o l'imprigionamento fino ad un anno.
La legge originale stabiliva, all'articolo sette, che un'altra legge sarebbe stata emanata, riguardante il giorno della bandiera ufficiale e l'ora del giorno in cui la bandiera poteva essere issata e ammainata, ma tale legge non entrò in vigore, ma solo 50 anni dopo, nel 1991. Questa legge stabilisce che la bandiera non deve essere issata prima delle 7 del mattino, che di preferenza non deve essere ammainata dopo il tramonto, ma che deve essere ammainata entro la mezzanotte. Comunque, se la bandiera è issata in un'assemblea all'aperto o in un raduno ufficiale, come un funerale o una cerimonia memoriale, la bandiera può restare issata per la durata dell'evento, anche se comunque non oltre la mezzanotte.

## Giorni della bandiera ufficiali

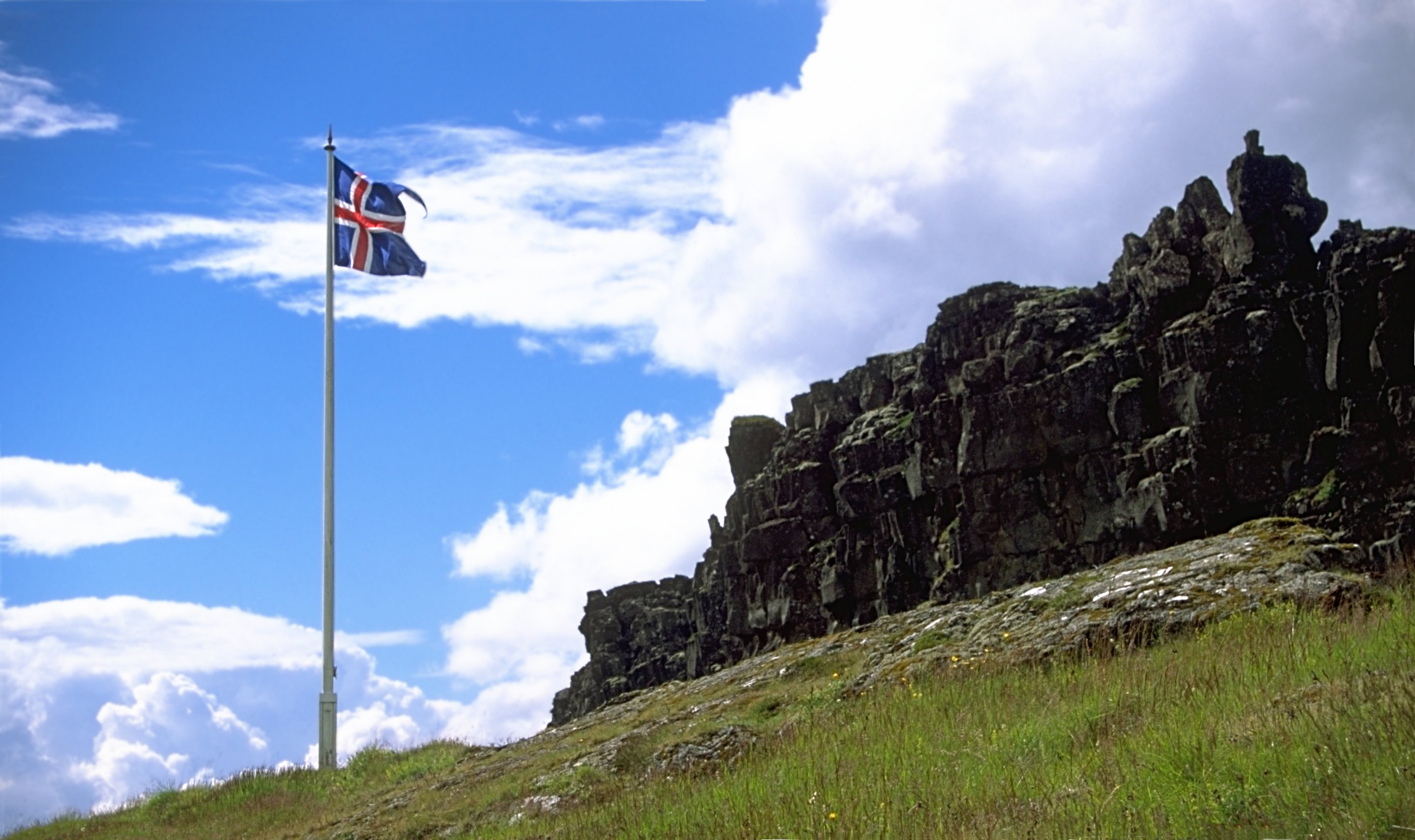
Bandiera islandese a Þingvellir

In base alla legge nº 5 del 23 gennaio 1991, i seguenti giorni, sono dichiarati giorni della bandiera a livello nazionale. In questi giorni la bandiera deve essere issata sugli edifici federali e di stato, e su quelli sotto la supervisione di ufficiali e speciali rappresentanti dello stato. Qualsiasi aggiunta alla lista seguente può essere decisa ogni anno dall'Ufficio del Primo Ministro. In questi giorni, la bandiera deve essere issata completamente, eccetto il venerdì santo, quando deve essere a mezz'asta.
- Il compleanno del presidente d'Islanda
- Capodanno
- Venerdì santo (mezz'asta)
- Pasqua
- Il primo giorno d'estate
- Primo maggio
- Pentecoste
- Giorno dei marinai
- 17 giugno
- 1º dicembre
- Natale

## I colori della bandiera
Ufficialmente, i colori della bandiera islandese sono stabiliti da una legge del 1991 secondo cui i colori devono avere le seguenti tinte SCOTDIC (Dictionaire Internationale de la Couleur):
- Blu cielo: SCOTDIC numero 693009.
- Bianco neve: SCOTDIC numero 95.
- Rosso fuoco: SCOTDIC ICELAND FLAG RED.

Recentemente il governo islandese ha considerato l'eventualità di emanare la specifica dei colori nei più noti sistemi Pantone e CMYK. Comunque, nessuna azione ufficiale è stata presa e le specifiche PMS e CMYK rimangono proposte non ufficiali.
Proposta Pantone Matching System:
- Blu: PMS 287
- Rosso: PMS 1795

Proposta CMYK:
- Blu: CMYK 100-69-0-11.5
- Rosso: CMYK 0-94-100

## Bandiere storiche

Bandiera del Regno d'Islanda, con una tonalità di blu più chiara rispetto alla versione attuale. (1918-1944)
Bandiera mai divenuta ufficiale nota come Hvítbláinn ("La bianco-blu") usata dai repubblicani islandesi nella prima metà del XX secolo.